# Courgenay (Jura)
Courgenay é uma comuna da Suíça, situada no distrito de Porrentruy, no cantão de Jura. Tem 18,42 km² de área e sua população em 2018 foi estimada em 2.329 habitantes.